# Crewe Alexandra FC
A Crewe Alexandra Football Club egy angol labdarúgócsapat, melyet 1877-ben alapítottak. Székhelye Crewe városában, Cheshire-ben található. A csapat egyik beceneve, a The Railwaymen (Vasutasok) onnan ered, hogy Crewe fejlődésében óriási szerepet játszott a 19. századi vasútépítési láz. A klub jelenleg a League Two-ban, az angol labdarúgás negyedik legmagasabb osztályában szerepel. Hazai mérkőzéseit a 10 153 fő befogadására alkalmas Alexandra Stadionban játssza.
A csapat megalapítása után nem sokkal vette fel a Crewe Alexandra nevet, előtte Crewe Football Club néven játszott. Egyes vélemények szerint a csapat közvetlenül Alexandra hercegnőről kapta az új nevét, mások szerint azonban ez egy utalás a The Princess (A hercegnő) nevű pubra, melyben a klubot alapították. A Crewe 1892-ben alapító tagja volt a The Football League másodosztálynak, de négy év múlva kiesett. 1921-ben jutott vissza a The Football League-be, melynek ezután többnyire az alacsonyabb osztályaiban szerepelt. 2013-ban nyerte első komolyabb trófeáját, amikor aranyérmes lett a Football League Trophyban. Emellett korábban több kisebb trófeát is elhódított a csapat, köztük a Cheshire Premier Cupot és a Chesire Senior Cupot.
Az utóbbi évtizedekben az olasz menedzser, Dario Gradi neve összefonódott a klubbal. Gradi 1983 és 2007 között 24 évig irányította a Crewe-t, amivel máig ő a csapat leghosszabb ideig szolgáló vezetőedzője. 2009 és 2011 között még két évre visszatért az Alexandra Stadionba. Nagy hangsúlyt fektetett az utánpótlás-nevelésre és a látványos, technikás játékra. Gradi vezetése alatt többek között olyan játékosokat nevelt ki a csapat, mint Rob Jones, Neil Lennon, Danny Murphy, Seth Johnson vagy Dean Ashton, akik később hazájuk válogatottjában is pályára léptek. Emellett voltak még olyan nem saját nevelésű játékosai a klubnak, akik a Crewe-nál szereztek nevet maguknak, például Geoff Thomas, David Platt vagy Robbie Savage.
A csapat két legnagyobb riválisa a közeli Stoke-on-Trent városában található, egyikük az élvonalbeli Stoke City, a másik a League Two-ban szereplő Port Vale.

## Klubtörténet

### Korai évek (1877–1921)
A csapatot 1877-ben alapították, amikor a labdarúgó szakosztály különvált a sikeres Crewe Cricket Club krikettcsapattól. A klub neve Crewe Football Club lett, de ez hamarosan megváltozott Crewe Alexandrára. Első meccsét a North Staffs ellen játszotta, ami 1-1-es döntetlenre végződött. Az FA Kupában 1884-ben játszott először a Crewe és 10-0-ra kikapott a skót Queen's Parktól. Ennek ellenére 1888-ban már a kupa elődöntőjéig jutott, a Derby Countyt és a Middlesbrough-t is kiejtve. A legjobb négy között a Preston North End búcsúztatta. A csapat 1892-ben alapító tagja lett a The Football League másodosztályának, előtte a Football Alliance-ban szerepelt. 1896-ban, mindössze négy szezon után kiesett a The Football League-ből. Ennek ellenére egy évvel később minden játékosának profi, teljes munkaidőre szóló szerződést adott a klub.

### 1921–1983
A Crewe 1921-ben visszajutott a The Football League-be, ahol a harmadosztály északi csoportjában folytatta a szereplését. Ugyanebben az évben 15 102 szurkoló zsúfolódott össze az akkor még Gresty Roadnak nevezett Alexandra Stadionban a nagy rivális Stoke City elleni meccsre. A találkozót végül a vendégek nyerték 2-0-ra. A csapat 1936 és 1937-ben is megnyerte a walesi kupát. A következő évben már nem engedték indulni, mivel székhelye nem Walesben található. 1936 Herbert Swindells megszerezte 100. gólját is a klub színeiben. Összesen 126 találatig jutott, ami máig klubrekord.
1955-ben egy rendkívül rossz sorozat vette kezdetét a Crewe történelmében, mely során sorozatban 56 idegenbeli meccsen képtelen volt nyerni. Ez a sorozat végül egy Southport elleni 1-0-ra megnyert találkozóval ért véget. A csapat egyik legemlékezetesebb meccsére a Tottenham Hotspur ellen, az FA Kupában került sor. A mérkőzésen a Crewe-nak sikerült 2-2-es döntetlent elérnie, ráadásul 20 ezer néző látogatott ki az Alexandra Stadionba, ami új nézőcsúcsot jelentett. A hazaik góljait Bert LLewellyn és Merfyn Jones szerezték. Az újrajátszott találkozón a Tottenham hazai pályán meggyőző, 13-2-es győzelmet aratott. Ez máig a Crewe legsúlyosabb veresége.
A Jimmy McGuigan által irányított csapat 1961-ben megszerezte legemlékezetesebb győzelmét, amikor 2-1-re diadalmaskodott a Chelsea ellen az FA Kupában, a Stamford Bridge-en. A Chelsea-ben ekkoriban olyan remek játékosok futballoztak, mint Terry Venables, Jimmy Greaves, Peter Bonetti vagy a Crewe-t is megjárt Frank Blunstone. A győzelmet érő két gólt Billy Stark és Barry Wheatley szerezték. A következő fordulóban a Tottenham Hotspur volt az ellenfél, a londoniakat ezúttal nem sikerült meglepni, 5-1-gyes győzelmükkel kiütötték a Vasutasokat a kupából. Az 1962/63-as szezonban a Crewe története során először harcolt ki feljutást a The Football League-en belül, amikor a Fourth Division (negyedosztály) harmadik helyén végzett. A feljutást érő gólt Frank Lord szerezte, mellyel a csapat 1-0-ra legyőzte az Exeter Cityt 9807 szurkoló előtt. Lord arról is híres a szurkolók számára, hogy ő szerezte a legtöbb mesterhármast a klub színeiben.
Az 1963/64-es idényben Terry Harkin 35 gólt szerzett, ami jelenleg is érvényben lévő klubrekord. A klub legendás alakja, Tommy Lowry 1977-ben játszotta le 475., egyben utolsó mérkőzését a Crewe-ban, ezzel ő tartja a legtöbb pályára lépés rekordját. 1979-ben Warwick Rimmer menedzser megkötötte a klubnál töltött ideje egyik legjobb üzletét, amikor kölcsönvette Bruce Grobbelaart, a nagyszerű kapust, aki később a Liverpool legendája lett. Grobbelaar a Wigan Athletic ellen mutatkozott be. Összesen 24 mérkőzésen lépett pályára, ebből nyolc alkalommal nem kapott gólt és egyszer eredményes is volt, amikor a York City ellen értékesített egy tizenegyest.
Az 1950-es évek és az 1980-as évek között meglehetősen rosszul szerepelt a csapat. Michael Palin komikus a következőképpen nyilatkozott a klubról: "Crewe ugyanolyan, mint más vasúti városok, például Swindon vagy Doncaster, hiszen ott is van egy csapat, mely állandóan a Dividion Four alján tanyázik." Ezzel a megállapítással nem lehetett vitába szállni, 1894 és 1982 között ugyanis a Crewe négyszer végzett a The Football League aktuális legalacsonyabb osztályának az utolsó helyén, ami máig negatív rekord.
A Crewe szurkolói voltak az elsők, akik átírták és énekelni kezdték az örökzöld Blue Moon című számot. A dal a csapat idegenbeli kék mezére utalt, melyet csak a legkitartóbb szurkolók láthattak, akik mindenhová elkísérték a csapatot. Később a Manchester City drukkerei is elkezdték énekelni ezt. Bár a Citynek a hivatalos színe a kék, így jobban illik hozzá a dal, Crewe szurkolói a mai napig azzal vádolják a manchesterieket, hogy egyszerűen ellopták a dalukat.

### A Gradi-korszak (1983–2007)

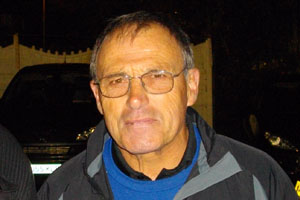
Dario Gradi, a klub legendás menedzsere

A klub vezetősége 1983 júniusában a milánói születésű Dario Gradit nevezte ki menedzserré. A Crewe-nak nagy szüksége volt egy jó edzőre, hiszen az 1982/83-as szezonban az utolsó előtt helyen végzett a negyedosztályban és csak szavazás útján kerülte el a The Football League-ből való kiesést. Gradiról hamar kiderült, hogy nagy hangsúlyt fektet az utánpótlás-nevelésre és előszeretettel ad lehetőséget a fiatal játékosoknak. 1983. május 6-án, a Peterborough United ellen pályára küldte Steve Walterst, aki mindössze 16 éves és 119 napos volt, ezzel ő lett a legfiatalabb játékos, aki valaha pályára lépett a Crewe felnőttcsapatában. Az olasz menedzser módszerei eredményesnek bizonyultak, a csapat ugyanis 1989-ben feljutott a harmadosztályba. Két évvel később ugyan kiesett, de 1994-ben ismét visszajutott. Ugyanebben az évben Neil Lennont behívták az északír válogatottba, Mexikó ellen. Ezt megelőzően 60 évvel korábban fordult elő utoljára, hogy a Crewe egy játékosát behívták hazája felnőtt válogatottjába. Gradi vezetése alatt 1997-ben a csapat megnyerte a harmadosztály rájátszását, a döntőben a Brentfordot legyőzve. 2001. november 20-án, egy Norwich City elleni bajnokin ült le Gradi 1000. alkalommal a Crewe kispadjára. A csapat egészen 2002-ig maradt a másodosztályban, majd kiesett. Meglepő volt, hogy ilyen hosszú ideig bent tudott maradni, hiszen gyakran még kisebb költségvetéssel dolgozott mint sok más alacsonyabb osztályú klub.
Ennek ellenére mindössze egy évet töltött a csapat a harmadosztályban, a 2002/03-as idényt ugyanis a második helyen zárta, ami automatikus feljutást ért. Ez volt az első alkalom, hogy a Vasutasok a harmadiknál jobb helyezést értek el egy bajnokságban. A következő szezonban a kényelmes 18. helyen zárt a Crewe, amivel megőrizte helyét a másodosztályban. A 2004/05-ös évadnak azonban úgy vágott neki, hogy az előzetes esélylatolgatások során a legvalószínűbb kiesők egyikének tartották a szakértők az immár Championshipnek nevezett másodosztályból. A szezon első felében a klub rácáfolt erre és a tabella első felében tanyázott, 2005 januárjában azonban klubrekordnak számító 3 millió fontért eladta Dean Ashtont a Norwich Citynek, ami fordulópontot hozott. Innentől kezdve egy bajnokit sem sikerült megnyernie az idény utolsó napjáig, amikor is megverte a Coventry Cityt 2-1-re és végül csak jobb gólkülönbségének köszönhetően kerülte el a kiesést. A 2005/06-os szezonban már nem volt ilyen szerencsés a Crewe, hiába lendült jó formába az idény vége felé, kiesett a League One-ba. 2006-ban egy díjkiosztón megkapta a "Legtiszteletreméltóbb csapatnak" járó díjat a csapat. A döntést a The League Paper és a FourFourTwo magazin is támogatta.

#### Játékosnevelés
Gradi irányítása alatt a csapat híressé vált utánpótlás-neveléséről és akadémiáját az FA hivatalosan is elismerte. A tehetséges játékosok kinevelésének, majd későbbi eladásának köszönhetően a Crewe általában nyereségesen zárta a szezonokat, ami akkoriban nem volt gyakori az alacsonyabb osztályú csapatok között. Gradi célja az volt, hogy a csapat saját nevelésű játékosokon kívül közönségszórakoztató, látványos játékot tudjon felmutatni, ezért az akadémián a mai napig nagy hangsúlyt fektetnek a technikás focira.
Az ifiakadémiáról olyan nagy nevek kerültek ki, mint az angol válogatott Geoff Thomas és David Platt, a walesi válogatott Robbie Savage és az északír válogatott Neil Lennon, valamint Steve Jones. Közülük a legsikeresebb Platt lett, akire összesen több mint 20 millió fontot költöttek csapatai a pályafutása során történt átigazolásai során és csapatkapitány lett az angol válogatottban. Az előbbi játékosok mind más csapatok ifiakadémiájáról érkeztek, de akadtak olyan saját nevelésű játékosai is a Crewe-nak, aki a kezdetektől fogva ott futballoztak, például Rob Jones, Danny Murphy, Seth Johnson és Dean Ashton, akik kivétel nélkül játszottak az angol nemzeti csapatban vagy a walesi válogatott David Vaughan.

### 2007–2009
2007-ben Gradi már a 24. évét töltötte a Crewe kispadján, amivel ő lett a The Football League leghosszabb ideje szolgáló menedzsere. 2003. szeptember 22. és október 17. között ideiglenesen Neil Baker irányította a csapatot, amíg Gradi szívműtéte után lábadozott. Ebben az időszakban mindössze egy pontot szerzett a klub. A vezetőség 2007. április 20-án bejelentette, hogy július 1-jétől az olasz szakember a technikai igazgató posztját fogja betölteni, a menedzseri teendőket pedig a frissen kinevezett pályaedző, Steve Holland veszi majd át.
A Holland irányítása alatt lejátszott 2007/08-as szezon csalódást hozott, a Crewe éppen csak elkerülve a kiesést a 20. helyen végzett, 50 ponttal. 2008 nyarán a csapat félmillió fontot költött új játékosokra. Bár a pontos átigazolási összegeket nem hozta nyilvánosságra a klub, az összeg nagy része gyaníthatóan Calvin Zola és Anthony Elding leigazolására ment el. Rajtuk kívül két új kapus is érkezett Steve Collins és Adam Legzdins személyében, a távozó Ben Williams és Owain Fôn Williams helyére. A csapat csatára Nicky Maynard is klubot váltott: klubrekordnak számító 2,25 millió fontért igazolta le a Bristol City. A Crewe jól teljesített a felkészülési időszakban, többek között az élvonalbeli Hull Cityt is legyőzte, de a tétmeccseken nem javultak az eredmények, a költekezés ellenére sem. Első 16 meccsén mindössze kilenc pontot szerzett a csapat a 2008/09-es évadban.
A szurkolók folyamatos elégedetlenkedése miatt a vezetőség végül visszahelyezte Steve Hollandot pályaedzővé. Dario Gradi megbízott menedzserként visszatért a kispadra, amíg a klub elöljárói Holland utódját keresték. Gradi egy Stockport County elleni hazai meccsen tért vissza, melyet csapata 3-0-ra elveszített. 2008. december 24-én biztossá vált, hogy az izlandi Guðjón Þórðarson veszi át az irányítást, aki korábban a helyi rivális Stoke City vezetőedzője volt. Kinevezése után hat napig még Gradi ült a kispadon, amíg az új menedzser kellőképpen megismerkedett a játékosokkal. Þórðarson egy Millwall elleni 2-2-es FA Kupa-meccsen mutatkozott be, Gradi pedig visszatért technikai igazgatói posztjára. Þórðarson 2009 februárjában megkapta a hónap legjobb menedzserének járó díjat, de a szezon vége nagyon rosszul sikerült a Crewe-nak, amibe beletartozott egy tízmeccses nyeretlenségi sorozat is és végül kiesett a League Two-ba. 2009. június 18-án Steve Davis érkezett menedzserasszisztensként Þórðarson mellé, mivel az izlandi addigi segédje, Neil Baker játékosmegfigyelőként folytatta munkáját a csapatnál. Davis a Nantwich Town menedzseri posztját hagyta ott a Crewe-ért cserébe. Előző csapatát öt év alatt kétszer is feljutáshoz segítette, ami miatt a Nantwich-szurkolók hősként tisztelik a mai napig.

### Dario Gradi visszatérése (2009–2011)
2009. október 2-án menesztették a csapattól Guðjón Þórðarson a rossz eredmények miatt. Dario Gradi ismét megbízott menedzserként tért vissza a kispadra és kinevezése után másnap már le is ült a kispadra a Rotherham elleni meccsen. Úgy tűnt, a klub jó helyezést tud majd elérni a 2009/10-es szezonban, egy ideig a rájátszásban való részvétel kivívása is reális célnak tűnt, az idény második felében azonban annyira visszaesett a teljesítmény, hogy csak a 18. helyen zárt a csapat. Gradi a nyári felkészülési időszakban nem volt hajlandó komolyabb felkészülési túrára vinni a csapatot, mondván, nem érdemlik meg a játékosok azok után, amit az előző szezon végén csináltak. 2010. május 19-én a Crewe eladta két fiatal és tehetséges hátvédjét, John Brayfordot és James Baileyt a Derby Countynak. Úgy tudni, a két játékosért összesen 1 millió fontot fizettek a Kosok.
A csapat a 10. helyen végzett a 2010/11-es idényben, legeredményesebb csatára, Clayton Donaldson pedig 29 gólt szerzett a szezon során, amivel megnyerte a League Two gólkirályi címét. 2011 júliusában leigazolta a Brentford. 2011. november 10-én Dario Gradi lemondott a menedzseri posztról és ismét visszatért sportigazgatónak, hogy az utánpótlás-nevelésre koncentrálhasson.

### 2011–
Gradi lemondása után Steve David lett a menedzser, akinek az irányítása alatt a 2012-es év első felében nagyszerű sorozatba kezdett a csapat és a szezon végéig, 16 meccsen át nem kapott ki. Ezzel a hetedik helyen végzett, így elindulhatott a rájátszásban. A Southend United elleni elődöntő első meccsét hazai pályára 1-0-ra megnyerte a Crewe, idegenben pedig 2-2-es döntetlent játszott, tovább folytatva veretlenségi sorozatát. 2012. május 27-én, a Wembleyben rendezett döntőn 2-0-ra legyőzte a Cheltenham Townt, így visszajutott a League One-ba.
A 2012/13-as szezon kezdete előtt a Crewe eladta tehetséges középpályását a Manchester Unitednek. Az átigazolási időszak utolsó napján, 2012. augusztus 31-én pedig a csapatkapitány, Ashley Westwood is elhagyta a klubot, aki az Aston Villát választotta. A felnőttcsapathoz kerülő fiatalok azonban megállták a helyüket és a csapat 2013 áprilisában megnyerte a Football League Trophyt, a döntőben a Southend Unitedet 2-0-ra legyőzve.

## Stadion

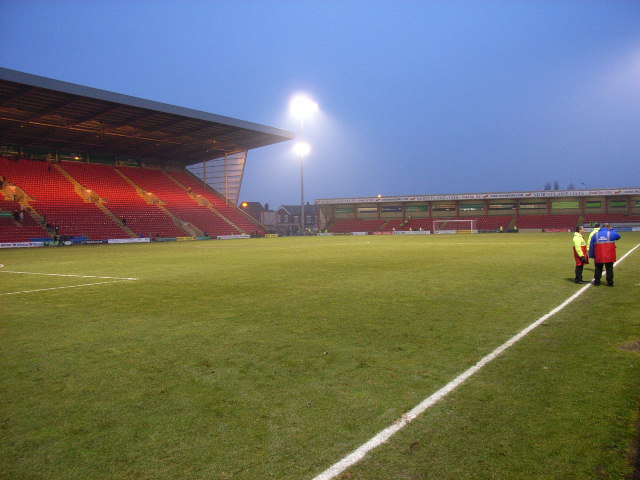
Az Alexandra Stadion

A Crewe 1898 óta játszik jelenlegi stadionjában, melynek eredeti neve Gresty Road volt. A szurkolók máig így nevezik, bár 2000-ben hivatalosan is átnevezték Alexandra Stadionná. A stadion 10 153 néző befogadására alkalmas.
A pályához négy lelátó tartozik:
- Az Air Products Stand (korábban egy másik szponzor miatt Railtrack Stand) - Ez a lelátó 2000-ben épült 5,2 millió fontért. 6809 néző foglalhat helyet rajta, így ez a stadion legnagyobb lelátója, és ebben kaptak helyet az öltözők és egyéb fontos helyiségek is.
- Az Absolute Recruitment Stand (korábban egy másik szponzor miatt Mark Price Stand)[7] - Gresty Road End néven is ismert, 982 férőhelyes, ebből 4 mozgássérült szurkolók számára fenntartott.
- A Wulvern Housing Stand - Railway End néven is ismert, 682 néző befogadására alkalmas.
- A Whitby Morrison Ice Cream Van Stand - Előző nevén a Pop Side, 1680 szurkoló foglalhat helyet rajra.

## Sikerek
- Division Two (harmadosztály)
  - A rájátszás győztese: 1996/97
- League Two (negyedosztály)
  - A rájátszás győztese: 2011/12
- Milk Cup
  - Győztes a felnőtt korosztályban: 1987, 1999
  - Győztes az ifi korosztályban: 1990, 1998
- Cheshire Senior Cup
  - Győztes: 1910, 1912, 1913, 1923, 2002, 2003
- Walesi kupa
  - Győztes: 1936, 1937
- Cheshire Premier Cup
  - Győztes: 2009, 2010
- Football League Trophy
  - Győztes: 2013

## Játékosok

### Jelenlegi keret
2018. Augusztus 29. szerint
| #  |     | Poszt | Név             |
| -- | --- | ----- | --------------- |
| 1  | ENG | K     | Ben Garratt     |
| 2  | ENG | V     | Perry Ng        |
| 3  | ENG | KP    | Harry Pickering |
| 4  | ENG | KP    | Brad Walker     |
| 5  | WAL | V     | George Ray      |
| 6  | ENG | V     | Michael Raynes  |
| 7  | ENG | CS    | Chris Potter    |
| 8  | SCO | KP    | James Jones     |
| 9  | ENG | CS    | Shaun Miller    |
| 10 | ENG | CS    | Jordan Bowery   |
| 11 | ENG | KP    | Callum Ainley   |
| 12 | IRE | V     | Eddie Nolan     |
| 13 | WAL | K     | Dave Richards   |
| 14 | ENG | CS    | Alex Nicholls   |
| 15 | ENG | KP    | Ryan Wintle     |
| 16 | ENG | KP    | Tom Lowery      |

| #  |     | Poszt | Név               |
| -- | --- | ----- | ----------------- |
| 17 | IRE | KP    | Paul Green        |
| 18 | ENG | KP    | Regan Griffiths   |
| 19 | ENG | KP    | Owen Dale         |
| 20 | ENG | CS    | Charlie Kirk      |
| 21 | ENG | KP    | Oliver Finney     |
| 22 | ENG | KP    | Josh Lundstram    |
| 23 | ENG | V     | Travis Johnson    |
| 24 | ENG | CS    | Lewis Reilly      |
| 25 | WAL | V     | Billy Sass-Davies |
| 26 | ENG | KP    | Joe Lynch         |
| 27 | FIN | K     | Will Jääskeläinen |
| 28 | ENG | KP    | Luke Offord       |
| 29 | ENG | V     | Nicky Hunt        |
|    | IRE | V     | Kevin O'Connor    |
|    | IRE | V     | Corey Whelan      |

### Válogatott játékosok
| Algéria - Madzsid Bugerra England - Dean Ashton - Stan Bowles - Rob Jones - Seth Johnson - Danny Murphy - John Pearson1 - David Platt - Geoff Thomas Guinea - Mathias Pogba | Nigéria - Efe Sodje - George Abbey Észak-Írország - Steve Jones - Neil Lennon - Michael O’Connor Trinidad és Tobago - Clayton Ince - Dennis Lawrence | Wales - William Bell - Alfred Owen Davies - Bill Goodwin - Richard Owen Jones - Benjamin Lewis - Billy Lewis - Trevor Owen - Robert Roberts - Robbie Savage - David Vaughan - Edwin Williams Zimbabwe - Bruce Grobbelaar |

1Máig John Pearson az egyetlen, akit a Crewe Alexandra játékosaként hívtak be az angol felnőtt válogatottba.

## Edzők

### Szakmai stáb
| Név             | Állampolgárság | Munkakör                 |
| --------------- | -------------- | ------------------------ |
| Steve Davis     | Anglia         | Menedzser                |
| Neil Baker      | Anglia         | Másodedző                |
| Andy Franks     | Anglia         | Erőnléti edző            |
| Dario Gradi MBE | Anglia         | Sportigazgató            |
| James Collins   | Anglia         | Akadémiai vezető         |
| Neil Critchley  | Anglia         | Akadémiai vezető         |
| Phil Swift      | Anglia         | Akadémiai toborzásvezető |
| Paul Antrobus   | Anglia         | Akadémiai ügyintéző      |

### Korábbi menedzserek
A már leköszönt vagy menesztett menedzserek és eredményeik
| Név                           | Nemzetiség           | Kinevezés       | Távozás        | M    | Gy  | D   | L   | Gy%   |
| ----------------------------- | -------------------- | --------------- | -------------- | ---- | --- | --- | --- | ----- |
| W.C. McNeill                  | Anglia               | 1892. augusztus | 1894. május    | 50   | 12  | 10  | 28  | 24,00 |
| J.G. Hall                     | Anglia               | 1895. augusztus | 1896. május    | 31   | 5   | 3   | 23  | 16,13 |
| R. Roberts                    | Anglia               | 1897. január    | 1897. december | 0    | 0   | 0   | 0   | –     |
| J.B. Bloomley                 | Anglia               | 1898. január    | 1925. május    | 169  | 56  | 44  | 69  | 33,14 |
| Tom Bailey                    | Anglia               | 1925. augusztus | 1938. május    | 578  | 223 | 113 | 242 | 38,58 |
| George Lillycrop              | Anglia               | 1938. augusztus | 1944. július   | 45   | 20  | 7   | 18  | 44,44 |
| Frank Hill                    | Skócia               | 1944. július    | 1948. október  | 102  | 45  | 19  | 38  | 44,12 |
| Arthur Turner                 | Anglia               | 1948. október   | 1951. december | 149  | 56  | 39  | 54  | 37,58 |
| Harry Catterick               | Anglia               | 1951. december  | 1953. június   | 74   | 31  | 11  | 32  | 41,89 |
| Ralph Ward                    | Anglia               | 1953. június    | 1955. május    | 96   | 25  | 28  | 43  | 26,04 |
| Maurice Lindley               | Anglia               | 1955. augusztus | 1958. május    | 143  | 23  | 28  | 92  | 16,08 |
| Harry Ware                    | Anglia               | 1958. augusztus | 1960. május    | 100  | 36  | 22  | 42  | 36,00 |
| Jimmy McGuigan                | Anglia               | 1960. június    | 1964. november | 222  | 87  | 85  | 50  | 39,19 |
| Ernie Tagg                    | Anglia               | 1964. november  | 1970. október  | 273  | 105 | 69  | 99  | 38,46 |
| Tom McAnearney                | Skócia               | 1970. október   | 1971. július   | 34   | 14  | 7   | 13  | 41,18 |
| Dennis Viollet                | Anglia               | 1971. augusztus | 1971. november | 15   | 4   | 2   | 9   | 26,67 |
| Jimmy Melia                   | Anglia               | 1972. május     | 1973. december | 70   | 16  | 23  | 31  | 22,86 |
| Ernie Tagg                    | Anglia               | 1974. január    | 1974. december | 48   | 13  | 12  | 23  | 27,08 |
| Harry Gregg                   | Észak-Írország       | 1975. január    | 1978. május    | 163  | 53  | 53  | 57  | 32,52 |
| Warwick Rimmer                | Anglia               | 1978. augusztus | 1979. május    | 46   | 6   | 14  | 26  | 13,04 |
| Tony Waddington               | Anglia               | 1979. június    | 1981. július   | 93   | 24  | 27  | 42  | 25,81 |
| Arfon Griffiths               | Wales                | 1981. augusztus | 1982. október  | 59   | 9   | 10  | 40  | 15,25 |
| Peter Morris                  | Anglia               | 1982. november  | 1983. június   | 33   | 8   | 7   | 18  | 24,24 |
| Dario Gradi1                  | Anglia · Olaszország | 1983. június    | 2007. július   | 1235 | 460 | 474 | 301 | 37,25 |
| Dario Gradi2 / Steve Holland3 | /                    | 2007. július    | 2008. november | 72   | 19  | 16  | 37  | 26,39 |
| Dario Gradi4                  | Anglia · Olaszország | 2008. november  | 2008. december | 9    | 3   | 1   | 5   | 33,33 |
| Guðjón Þórðarson              | Izland               | 2008. december  | 2009. október  | 37   | 12  | 7   | 18  | 32,43 |
| Dario Gradi4                  | Anglia · Olaszország | 2009. október   | 2011. november | 58   | 18  | 17  | 23  | 31,03 |

(M = Mérkőzés, Gy = Győzelem, D = Döntetlen, V = Vereség, Gy% = Győzelmi arány százalékban kifejezve)

12003. szeptember 22. és október 17. között Neil Baker ült a kispadon, amíg Gradi szívműtéte után lábadozott. Baker irányítása alatt hat meccset játszott a csapat, ebből egyet sem nyert meg, ötször kikapott és egy döntetlent ért el.

2Sportigazgatóként

3Pályaedzőként

4Megbízott menedzserként